# Cluzobra fuscipennis
Cluzobra fuscipennis är en tvåvingeart som beskrevs av Edwards 1940. Cluzobra fuscipennis ingår i släktet Cluzobra och familjen svampmyggor. Inga underarter finns listade i Catalogue of Life.